# Ivano-Frankove
Ivano-Frankove (în ucraineană Івано-Франкове) este o așezare de tip urban din raionul Iavoriv, regiunea Liov, Ucraina. În afara localității principale, mai cuprinde și satele Lelehivka și Vereșcîțea.

## Demografie
Componența lingvistică a așezării de tip urban Ivano-Frankove
     Ucraineană (98,78%)
     Rusă (1,03%)
     Alte limbi (0,04%)
Conform recensământului din 2001, majoritatea populației așezării de tip urban Ivano-Frankove era vorbitoare de ucraineană (98,78%), existând în minoritate și vorbitori de rusă (1,03%).